# Landet bortom prärien

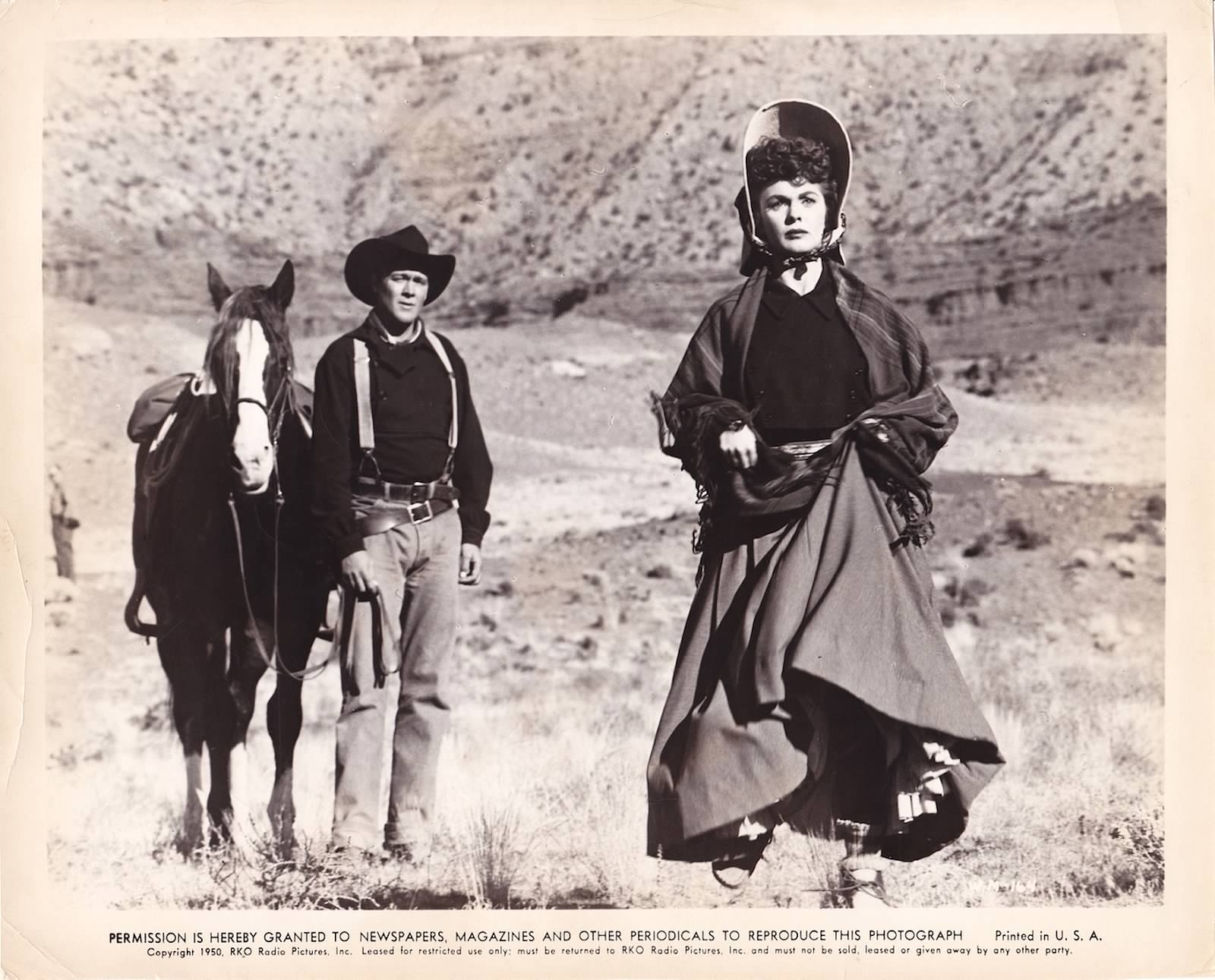
Ben Johnson och Joanne Dru, reklambild.

Landet bortom prärien är en amerikansk westernfilm från 1950 i regi av John Ford. Filmen blev vid premiären inte lika uppskattad som flera av Fords andra filmer, och hade ingen stor stjärna i huvudrollen. Ford har ändå beskrivit den som en av de filmer han var mest nöjd med. Filmen har omvärderats med tiden och beskrivits som en av hans bästa filmer.

## Handling
De två unga männen Travis och Sandy åtar sig att eskortera en grupp pacifistiska mormoner från Crystal City till San Juan County i Utah. Allt går bra tills de stöter ihop med den våldsamma familjen Clegg.

## Rollista
- Ben Johnson - Travis
- Joanne Dru - Denver
- Harry Carey Jr. - Sandy
- Ward Bond - Wiggs
- Charles Kemper - Shiloh Clegg
- Alan Mowbray - Dr. A. Locksley Hall
- Jane Darwell - syster Ledyard
- Ruth Clifford - Fleuretty Phyffe
- Russell Simpson - Adam Perkins
- Kathleen O'Malley - Prudence Perkins
- James Arness - Floyd Clegg
- Francis Ford - Mr. Peachtree
- Fred Libby - Reese Clegg
- Hank Worden - Luke Clegg
- Jim Thorpe - Navajoindian
- Movita Castaneda - Navajoindian